# Alain Bagnoud
Pour les articles homonymes, voir Bagnoud.
Alain Bagnoud, né le 19 mars 1959 à Sierre, est un écrivain suisse de langue française. Ses textes, publiés depuis 1989, explorent des genres littéraires très variés : romans, roman policier, autofictions, essais, critiques et pièces de théâtre.

## Biographie
Né à Sierre, il passe son enfance et sa jeunesse à Ollon (commune de Chermignon). Ayant effectué sa scolarité secondaire à Sion, il obtient une licence de lettres de l'université de Genève, puis devient enseignant en littérature à Genève, avec de fréquents séjours à Saint-Luc, dans le Val d'Anniviers. Son premier roman, Les Épanchements indélicats paraît alors qu'il est âgé de 30 ans.
En 2022, il remporte le prix du polar romand pour son roman De la part du vengeur occulte.

## Œuvres

### Romans
- Les Épanchements indélicats, avec Jean Winiger. Éditions de l'Aire, Lausanne, 1989
- L'Œil du crapaud, Éditions de l'Aire, Lausanne, 1991 (Prix d'Encouragement du canton du Valais)
- Commérages autour d'une passion, Éditions de l'Aire, Vevey, 1993
- Le Lynx, Éditions de l'Aire, Vevey, 2014, édition définitive (première édition : La Proie du lynx, Éditions de l'Aire, Vevey, 2003) (Prix de la Loterie romande)
- Rebelle, Éditions de l'Aire, Vevey, 2017
- La Vie suprême, Éditions de l'Aire, Vevey, 2020 (Prix Edouard-Rod, sélection du Roman des Romands)
- De la part du vengeur occulte, BSN, 2022
- L'Amant de la déesse Lune, Éditions de l'Aire, Vevey, 2022

### Autofiction
- La Leçon de choses en un jour, Éditions de l'Aire, Vevey, 2006
- Le Jour du dragon, Éditions de l'Aire, Vevey, 2008
- Le Blues des vocations éphémères, Éditions de l'Aire, Vevey, 2010

### Textes brefs
- Transports, Éditions de l'Aire, Vevey, 2011
- Passer, Le Miel de l'Ours, Genève, 2014

### Biographies
- Comme un bois flotté dans une baie venteuse, Éditions d'autre part, Genève, 2014

### Essais
- Saint Farinet, L'Aire, Vevey,  (ISBN 9782881087486). présentation en ligne. Cette étude sur le contrebandier et faux-monnayeur Joseph-Samuel Farinet (1845-1880) vise à rectifier l'image mythique de celui qui fut après sa mort surnommé le « Robin des Bois suisse ».

- L'affaire Giroud et le Valais, L'Aire, Vevey, 2015

### Théâtre
- Canicule (Théâtre Saint-Gervais, Genève, 1987, mise en scène de Kathia Marquis et Jean-Charles Fontana)
- Des ponts si hauts et New York si proche (Théâtre de L’Usine, Genève, 1995, mise en scène d’Yves Gaillard)
- Revue nocturne et corrigée, théâtre musical, en collaboration avec Yves Massy (Théâtre du Grütli, Genève, 1997)
- La confession (Temple de Plainpalais, Genève, 1999, Église des Jésuites, Sion, novembre 1999 ; Maison de Courten, Sierre, 2000, mise en scène de Walter Manfré)
- Le secret et autres textes (Théâtre Le Terrier, Genève, 2003, mise en scène de Marcel Cottier)
- Des hommes et des siècles (Théâtre itinérant pour les 1 500 ans de l’abbaye de St-Maurice, St-Maurice 2015, mise en scène de Cyril Kaiser)

## Critiques
- Histoire de la littérature en Suisse romande, dir. Roger Francillon, vol. 3 et 4, Payot, Lausanne, 1999
- Sur les pas d'un lecteur heureux, Guide littéraire de la Suisse, Henri-Charles Dahlem, Éditions de L'Aire, Vevey, 1991
- Alain Nicollier, Henri-Charles Dahlem, Dictionnaire des écrivains suisses d'expression française, Éditions GVA SA, Genève 1994